# Датская литература

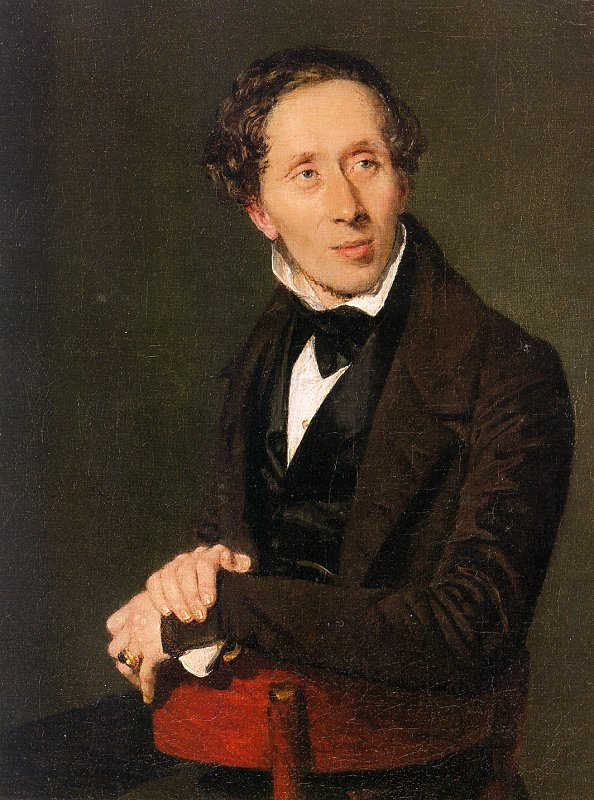
Ханс Кристиан Андерсен (1805—1875), один из самых известных датских писатей

Датская литература (дат. Dansk litteratur) — литература, написанная на датском языке.

## Средневековье

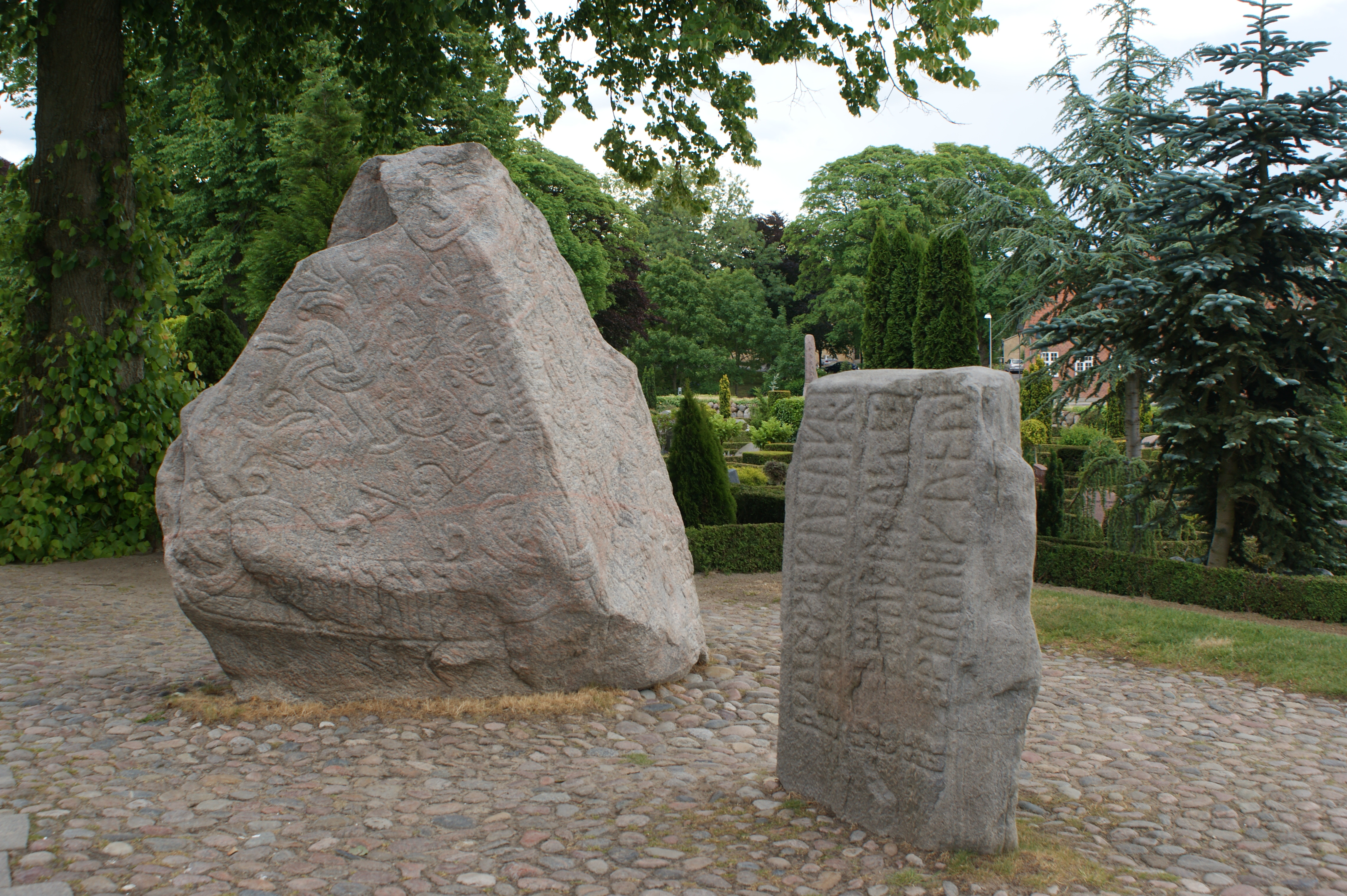
Рунные камни в Еллинге

В Дании средневековая латинская учёность распространилась раньше и пустила более глубокие корни, чем в какой-либо другой скандинавской стране. Латинский язык оказывается почти безраздельно господствующим в письменной датской литературе Средневековья, и латинский алфавит не используется в Дании для письменной фиксации на датском языке старой устной поэзии и преданий эпохи викингов. Датская хроника XII века составляется на латинском языке; на том же языке пишет в конце XII века Свен Аггесен (Aggesen) «Сжатую историю королей Дании» («Compendiosa historia regum Daniae») и вскоре после него Саксон Грамматик свою «Историю Дании» («Historia Danica» или «Gesta Danorum»; оконченную в начале XIII века) — величайший памятник латинодатской средневековой литературы, ценный и как исторический источник и как собрание (хотя и в латинской передаче) старых скандинавских, преимущественно датских и норвежских, героических сказаний, являющееся существенным дополнением к памятникам средневековой литературы на исландском языке (впервые напечатан в 1514 году, в переводе на датский язык — в 1575). Приблизительно в то же время появляется и наиболее крупное из богословских произведений «Hexaemeron» — длинная, написанная гекзаметром на латинском языке, дидактическая поэма о сотворении мира архиепископа Андерса Сунесена (Sunesen, ум. 1228). Важнейшие письменные памятники на датском языке — областные законы (XIII в.), лечебник Хенрика Харпенстренга (Harpenstreng, ум. 1244); из более позднего времени — сборник пословиц, приписываемый Педеру Лоле (Laale, нач. XV в.), и рифмованная хроника (Rimkronike), излагающая историю Дании до 1481. Эта книга, первая, напечатанная на датском языке, была издана в Копенгагене в 1495 году, где Готфрид из Гемена установил первый в Дании печатный станок (1490); согласно указанию издателя, её автором был монах Нильс из Сорё.
Устная поэзия на датском языке богато представлена так наз. народными лесными (Golkeviser): до нас дошло около 500 эпических и лирических песен, созданных неизвестными поэтами, гл. обр. между 1300—1500. Часть сюжетов этих песен восходит к старым скандинавским сказаниям («Хавбор и Сигн»), часть заимствована из западной и южной Европы («Утренний сон девушки»), многие связаны с событиями и лицами датской истории («Рыцарь Стиг», «Вальдемар и Тове»), некоторые взяты из христианских легенд. Характерны для этих песен — небольшие размеры, простой безыскусственный стиль ритмичный стих с конечной рифмой. Сто песен были записаны уже в XVI века и опубликованы (1591) Андерсом Сёренсёном Веделем; столетие спустя Педер Сюв напечатал ещё сто. Полное собрание появилось в XIX веке (Grundtvig, Danmarksa gamle Folkeviser, 1853—1883; дополненное Olrik’ом).

## XVI—XVII века

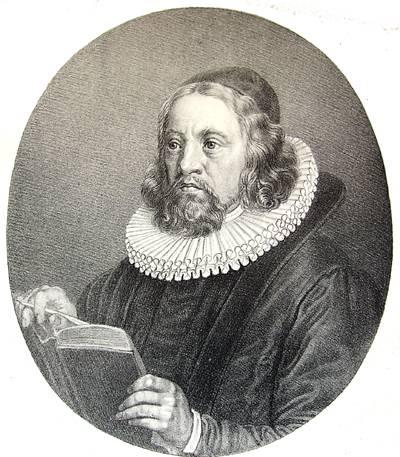
Томас Кинго (1634—1703)

Реформация в Дании, служившая интересам королевской власти, которая в союзе с подымающейся буржуазией и при участии немецкого дворянства вела борьбу со строптивой датской феодальной аристократией, на короткое время оживила развитие литературы на датском языке. В 1537 был основан университет в Копенгагене.
Основоположником датского литературного языка явился Кристьерн Педерсен (1480—1554), получивший своё образование в Париже, где он в 1514 года опубликовал датскую историю Саксона. Совместно с первым в Дании лютеранским епископом Педер Палладиусом (Peder Palladius, 1503—1560; основатель университета в Копенгагене) он перевёл на датский язык Библию, вошедшую в историю литературы под названием «Kristian den Tredjes Bibel 1550». Жизнерадостный Андерс Арребо (Anders Arrebo, 1587—1637) под влиянием французского Ренессанса написал поэму о сотворении мира, в которой впервые в датском языке применяется александрийский стих. Андерс Сёренсен Ведель (Anders Sorensen Vedel, 1542—1616) издал первый сборник баллад и перевел на датский язык датскую историю Саксона (1575). Всё же латинский язык продолжал ещё оставаться господствующим в литературе на научные и богословские темы. Влияние немецко-голландского гуманизма лишь укрепляло это положение. Несколько позднее, со времени установления абсолютизма в 1660 году, намечается влияние французского классицизма, и французский язык становится разговорным языком двора и господствующего класса. Немецкий же язык остаётся языком торговых сношений. Но, несмотря на то, что датский язык, как язык плебейский, оставался в загоне, все же пробужденный интерес к датской старине продолжал расти. Арне Магнуссон (arni Magnusson, 1663—1730) составил богатейшую коллекцию исландских рукописей, Педер Сюв (Peder Pedersen Syv, 1631—1702) собрал средневековые баллады и датские пословицы, а также написал первую на датском языке грамматику. Его современник, естественник Уле Ворм (Ole Worm, 1588—1654) в своём труде «Danicorum monumentorum libri sex» (1643) положил основание научному изучению рунических надписей. Андерс Бординг (Anders Bording, 1619—1677) в своём первом датском журнале Den Danske Mercurius («Датский Меркурий», 1666) оставил прекрасные образцы остроумной юмористической поэзии. Томас Кинго (1634—1703) сумел придать оригинальность, значительность и подлинную поэтическую силу поэзии датского барокко.
Лучшими же памятниками датской прозы XVII века являются законы Кристиана V от 1681 года («Danske lov») и мемуары «Jammersminde» Леоноры Кристины Ульфельдт (Leonora Christina Ulfeldt, 1621—1698), дочери Кристиана IV, которая после казни своего мужа, вождя партии датских аристократов-дворян, провела 22 года в тюрьме. Эти мемуары были опубликованы лишь в 1869 году.

## XVIII век

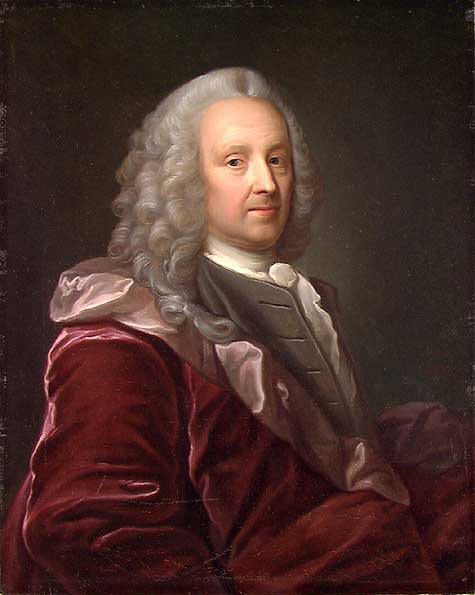
Людвиг Хольберг (1684—1754) художник Йорган Роед

Экономическое положение Дании к началу XVIII века значительно ухудшилось. Постоянные войны с Швецией, борьба за рынки с Германией, Голландией и Англией, кризис сельского хозяйства в Дании — всё это парализовало развитие датской культуры. Но если коренные датчане в этот период почти перестали создавать литературные произведения, то значительный вклад в историю датской литературы сделала норвежская молодёжь, обучавшаяся в Копенгагене. Эта молодежь, впитавшая в себя и гуманизм эпохи Возрождения, и критицизм просветительной французской философии, и материализм локковской школы, стала во главе нового подъёма датской литературы. Особенно выдвинулся Людвиг Хольберг (Ludvig Holberg, 1684—1754) родом из Бергена, один из всесторонне образованных людей своего века. В своих произведениях, юмористическом эпосе «Peder Paars» (Педер Порс, 1719) и фантастическом романе «Подземное путешествие Нильс Клима» (1741) он создал блестящую сатиру на современное ему общество. Однако огромная популярность Гольберга основывалась главным образом на его многочисленных комедиях, которые, перекликаясь с творчеством Мольера, являются блестящими памятниками мировоззрения наступающего третьего сословия. В ряде исторических трудов он будил национальные чувства своего класса, а в своих многочисленных (свыше 500) «посланиях» выступал воспитателем своего поколения в духе буржуазного рационализма. Под преимущественно немецким влиянием стоял датский преромантизм, виднейшим представителем которого был поэт Иоханнес Эвальд (Ioharmes Ewald, 1743—1781), написавший под влиянием Клопштока драму из древнескандинавской мифологии «Balders Dod» (Смерть Бальдера).

## XIX век

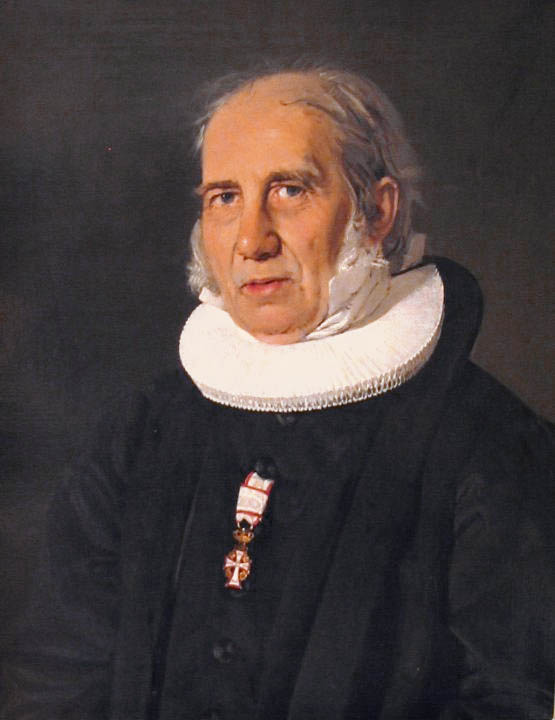
Николай Грундтвиг нарисована Кристианом Альбрехтом Йенсеном

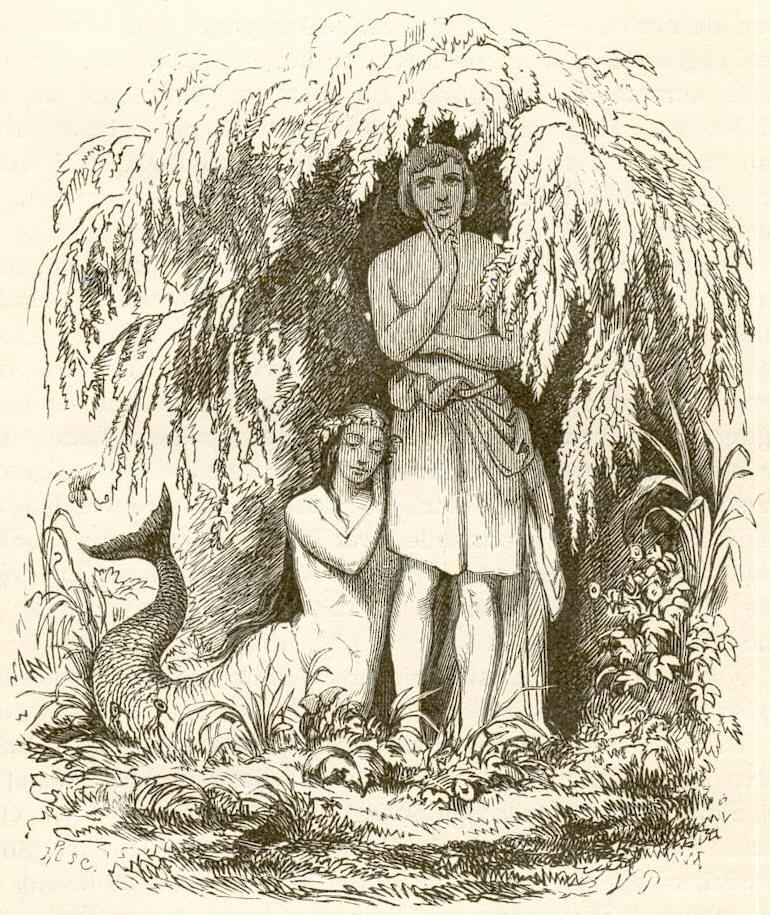
The Little Mermaid: иллюстрирована Вильхельм Педерсона

К концу XVIII века экономическое положение Дании заметно улучшается. Внутренняя жизнь Дании начинает оживать. Правительство под влиянием первых лет Французской революции проводит ряд либеральных реформ. В 1790 оно вводит свободу печати, однако, напуганное последующим развитием революции, в 1799 году отменяет этот закон и высылает «крамольных» литераторов. Одним из высланных был талантливый поэт третьего сословия Петер Андреас Хейберг (Peter Andreas Heiberg, 1758—1841), который в своих саркастических песенках высмеивал абсолютизм феодалов и «немецкий дух». Непосредственной причиной его высылки послужил революционный словарь, который он начал издавать по образцу французских энциклопедистов. Однако раз пробуждённые радикализм и критицизм не могли уже заглохнуть. Все лучшее, что было в эту эпоху «бури и натиска» датской литературы, концентрируется вокруг журналов «Minerva» и «Den danske Tilskuer» (Датский зритель), издаваемых Кнудом Робеком (Knud Lyhne Raabek, 1760—1830). Из этого кружка вышли лучшие представители датского романтизма: Иенс Баггесен (Jens Baggesen, 1764—1826), философ Хенрик Стеффенс (Henrik Steffens, 1773—1845), ученик Шеллинга, оказавший глубокое влияние на крупнейшего датского поэта Адама Эленшлегера (Adam Oelenschlaeger, 1779—1850) и Грундтвиг (N.F.S. Grundtvig, 1783—1872). При этом характерно, что у ряда датских романтиков увлечение рационализмом французских просветителей сменяется увлечением немецкой шеллингианской натурфилософией с её мистицизмом и завершается решительным отходом от преклонения перед средневековьем и католицизмом. В этом отношении типично творческое развитие Иенс Баггесена. Начав свою литературную деятельность с вышучивания в юмористических стихах романтиков, он перешёл к созданию яркой романтической трагедии «Holger Danske» (Хольгер Датский, 1789), затем в своей лирике углубился в мифологию и средневековье с тем, чтобы в своём наиболее остром сатирическом произведении «Законченный Фауст» высмеять всех деятелей немецкого романтизма, начиная с Шеллинга и кончая Фихте и Тиком. Адам Эленшлегер является основоположником боевого скандинавского бюргерского романтизма. В его раннем творчестве отразилось влияние идей Французской революции 1789 года. Он поэтизирует скандинавскую старину, в католицизме видит душителей национальной самобытности. Почти все его сюжеты заимствованы из древнескандинавских саг-трагедий — «Baldur hin Gode» (Смерть Бальдера, 1807) и «Hakon Jarl» (Хакон Ярл, 1807), «Axel og Valborg» (Аксель и Вальборг, 1810), поэмы «Guldhornene» (Золотые рога), «Путешествие Тора в Иотунхейм» (1807) и др. В своей драматической сказке «Лампа Аладдина» (Aladdin, 1805) он раскрывает своё поэтическое credo. В связи с наступлением общественной реакции, последовавшей за войнами 1807—1814, Эленшлегер проникается идеями и направлениями, почерпнутыми им из арсенала немецкого романтизма: увлечение натурфилософией Шеллинга с её мистицизмом. Увлечение мистицизмом окрашивает творчество и деятельность Н.Грундтвига (N.Grundtwig, 1783—1872), который от изучения скандинавской мифологии (рассказ «Гибель героев на севере») и переводов Беовульфа и Снорре переходит к религиозным исследованиям, становясь основоположником религиозного течения, известного в Дании под наименованием «грундтвигианизма», требующего отделения церкви от государства и превращения её во «Всенародную». Оппозицию Эленшлегеру возглавил поэт и критик И. Л. Хейберг (1791—1860), образовавший вокруг себя кружок романтиков с реалистическими тенденциями, требовавшими большей ясности и точности в стиле и композиции. Бернхард Северин Ингеман (Bernhard Severin Ingemann, 1789—1862) под влиянием Вальтера Скотта положил основание датскому историческому роману — «Valdemar Sejr» (Вальдемар Победитель, 1826), «Kong Erik og do fredlose» (Король Эрик и опальные, 1833) и др. Романтические драмы Генрика Херца (Henrik Hertz, 1798—1870), «Svend Dyrings Hus» (Дом Свена Дюринга, 1837), «Kong Renes datter» (Дочь короля Рене, 1845) и др. оказали воздействие на творчество раннего Ибсена. Идеями индийского пантеизма пронизан эпос Ф. Палюдана-Мюллера (F. Paludan-Muller, 1809—1876) (см. Палудан-Мюллер) «Adam Homo» (1848). Самым же ярким представителем датского зрелого романтизма был Ханс Кристиан Андерсен (Hans Christian Andersen, 1805—1875), автор всемирно известных сказок, в которых романтическая фантастика переплетается с наблюдениями и впечатлениями реальной жизни. Интересны также его роман «Improvisatoren» (Импровизатор, 1835) и большой публицистический труд «Mit livs Eventyr» (Автобиографии, 1855), в котором отразились все течения не только датской, но и европейской литературной мысли первой половины XIX века. Закатом датского романтизма озарено творчество поэта-мыслителя Сёрена Кьеркегора (Soren Kierkegaard, 1813—1855), который в своих произведениях под влиянием Гегеля страстно выступал за права личности на религиозное самоопределение против официального христианства: «Дневник обольстителя», «Frygt og Baeven» (Страх и трепет, 1843), «Stadier paa vejen» (Стадии жизненного пути, 1845) и др.
В результате Наполеоновских войн положение Дании сильно изменилось. Крупная колониальная держава в недавнем прошлом, Дания по Кильскому договору (1814) была сведена на ступень небольшого буферного государства, охраняющего нужные крупным европейским странам проливы в Балтийское море. Французская Июльская революция 1830 года сильно окрылила буржуазный либерализм в Дании. В литературе постепенно утверждается господство реализма. Если ещё произведения Корстена Гауха (Johannes Corsten Hauch, 1790—1872): трагедии «Svend Grathe» (Свен Гроте, 1841), «Tiberius» (Тиберий, 1828) и романы «Robert Fulton» (Роберт Фультон) и «En polsk Familie» (Польская семья, 1839) являются типичными произведениями романтизма, то рядом с ним уже появляются первые реалисты. Застрельщицами этого нового литературного течения явились женщины-писательницы. Так, Гюлленбург-Эренсверд (T. Gylienbourg, 1773—1856) своими будничными рассказами из жизни современной ей датской буржуазии кладет основание реалистической школе в Дании. Появляются первые писатели, берущие свои сюжеты из народной жизни отдельных провинций и городов. Стен Бликер (Steen Steenson Blicher, 1782—1848) пишет повести из жизни крестьян Ютландии. Хоструп (Jens Christian Hostrup, 1818—1892) — комедии из жизни мелкой буржуазии Копенгагена, и наконец самый талантливый из представителей этой школы М. А. Гольдшмидт (M.A.Goldschmidt, 1819—1887) получил широкую известность своими социальными романами «En Jode» (Еврей, 1845), «Hjelmlos» (Бездомные, 1853).
Революция 1848 года заметно усилила либеральное движение, военные же столкновения с Австрией и Пруссией положили основание «скандинавизму», зачатки которого можно проследить ещё в XVIII веке у Гольберга, затем в начале XIX века — у Эленшлегера и шведского писателя Тегнера. В 1829 году Тегнер, венчая лаврами в Лундском университете на юге Швеции Эленшлегера, сказал: «Время раздоров миновало», и высказал надежду на укрепление единой скандинавской культуры. В 1840 году по инициативе датского поэта и редактора «Fadrelandet» (Отечество), органа национал-либералов, Карла Плоуга (Carl Ploug, 1813—1894) в Копенгагене было положено начало ряду съездов интеллигенции. За «скандинавизм» усиленно ратовали в своё время Ибсен и Бьёрнсон. Но поражение Дании в войне с Пруссией в 1864 года окончательно ликвидировало «скандинавизм», который, несмотря на все попытки возродить его в период империалистической войны, не имел успеха в виду глубокого различия экономических интересов трех скандинавских стран.
Несмотря на своё поражение в войне с Пруссией, Дания продолжала экономически крепнуть. Рост капитализма, развитие промышленности и крупного сельского хозяйства сильно углубили социальные противоречия в стране. Ещё в 1842 сапожник Иенс Хансен и сельский учитель Расмус Сёренсен начали издавать крестьянский журнал «Almuevennen» (Друг простого народа), в котором резко ставились вопросы о положении беднейшего крестьянства. В литературе широкое распространение получает натурализм, испытывающий значительное влияние французской натуралистической литературы. 3 ноября 1871 молодой Георг Брандес (Georg Brandes, 1842—1927) прочёл свою первую лекцию в Копенгагенском университете на тему о главных течениях литературы XIX веке, в которой он резко выступил против политического консерватизма, религиозного обскурантизма и романтических течений в литературе, и с этого момента Брандес становится в течение долгого времени хранителем дум и стремлений скандинавской радикальной интеллигенции. В своих литературно-критических работах Брандес является последователем Ип. Тэна. Много внимания он уделил русской литературе. Его перу принадлежат монографии о Толстом, Горьком, Тургеневе, Достоевском. Лучшие его работы — о Гёте, Шекспире, Вольтере, Микель-Анджело и Юлии Цезаре. Тонкий психолог и талантливый писатель Енс Петер Якобсен (Jens Peter Jacobsen, 1847—1885), дебютировал в литературе в 1872 под влиянием революционизирующих лекций Брандеса новеллой «Mogens», положившей основание датскому натурализму. Под влиянием Флобера написан им исторический роман из жизни XVIII века «Фрау Мария Груббе» (1876). Лучшее же произведение Якобсена — роман «Niels Lyhne» (Нильс Люне, 1880) — на фоне глубоких противоречий современного ему общества вскрывает кризис индивидуализма. Проникнутый чувством убежденного атеизма, роман получил название «Библии атеизма». В своих мастерских новеллах Якобсен останавливается на проблемах брака и свободной любви. В отличие от большинства натуралистов он до конца своей жизни оставался позитивистом. Творчество Якобсена оставило глубокий след в датской литературе. Блестящий лирик и выдающийся стилист Хольгер Драхман (Holger Drachmann, 1846—1908), начав с воспевания жизни в духе революционного радикализма, постепенно уходит в область романтической лирики и мифологии и кончает глубоким пессимизмом. Его перу принадлежит ряд высокохудожественных произведений, отражающих жизнь моряков: «Paa Somands Tro og Love» (1878), «Sange ved Havet» (1877) и мн. др.; мифологическая трагедия «Кузнец Волунд», поэма «К востоку от солнца и к западу от луны», драма «Тысяча и одна ночь», авантюрная комедия «Давным-давно», романы «En Overkomplet» (Сверхкомплектный, 1876) и «Tannhauser» (Тангейзер, 1877) написаны под влиянием романов Тургенева. Пессимизмом пронизаны поздние собрания стихов и новелл «Священный огонь» и «Церковь и орган». Герман Банг (Hermann Bang, 1857—1912, см.), начав свой литературный путь с, яркого натурализма (романы из жизни разночинного Копенгагена «Haablose Slaegter» (Безнадёжное поколение, 1880), «Faedra» (Федра, 1883), «Деревянная коробка» и др.), с середины 1890-х гг. переходит к упадочным настроениям деклассированной интеллигенции (роман «Ludvigsbakke» (Горка Людвика, 1896)), становясь тем самым основоположником датского декадентства. Лучшими его романами этого периода являются «Mikael» (Микаэль, 1904) и «De uden Faedreland» (Без отечества, 1906). В своих новеллах Банг является одним из лучших стилистов в датской литературе. Близко к Бангу по характеру своего творчества стоит Петер Нансен (Peter Nansen, 1861—1918, см.), углубляющий свои образы по линии психологической, сгущающий краски и подчеркивающий безвыходность положения своих деклассированных героев (роман «Brodrene Menthe» — «Братья Менте»).
Карл Гьеллеруп (Karl Gjellerups, 1857—1919) и Йоханнес Йёргенсен (Johannes Jorgensen, 1866—1956), оба выходцы из школы Брандеса, переходят в лагерь мистиков, причём Гьеллеруп через своё увлечение Шопенгауэром устремляется к буддизму, Иергенсен же через мистицизм подходит к символизму, становясь основоположником символизма в Дании. Близко к Иергенсену примыкает Вигго Стуккенберг (Viggo Stuckenberg, 1863—1905), который совместно с Иергенсеном вёл решительную борьбу с натурализмом в издаваемом ими журнале «Taarnet» (Башня). В своих романах и лирике Стуккенберг искусно переплетал туманную символику с потусторонним мистицизмом. Третьим крупным представителем символизма в датской литературе является поэт Софус Клауссен (Sophus Claussen, 1865—1931).

## XX век

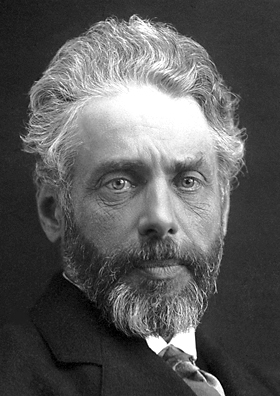
Нобелевский лауреат Хенрик Понтоппидан

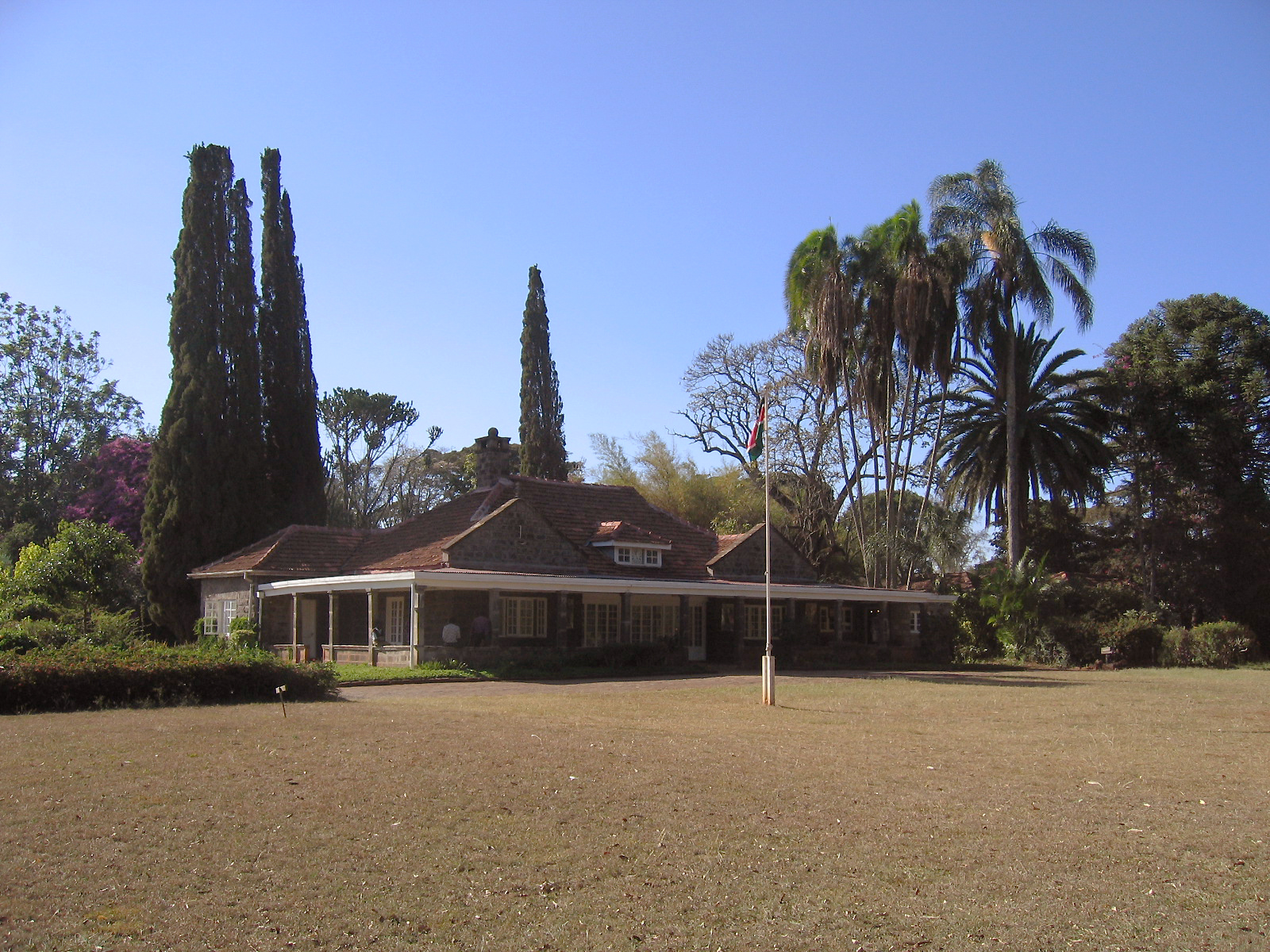
Дом Карен Бликсен около Найроби, сейчас музей

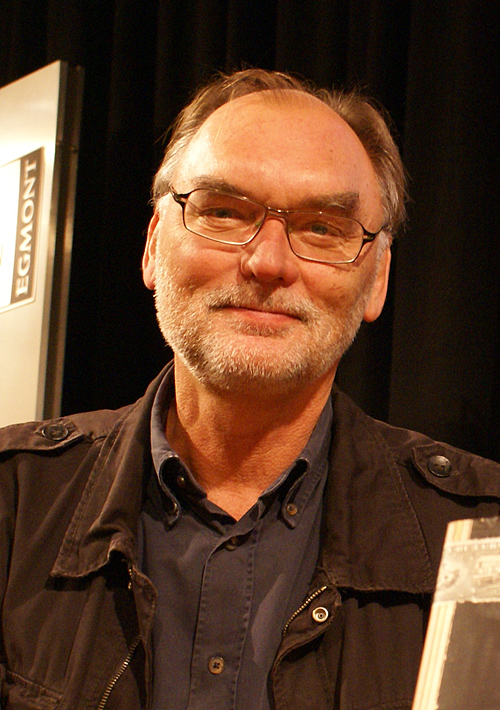
Лейф Давидсен

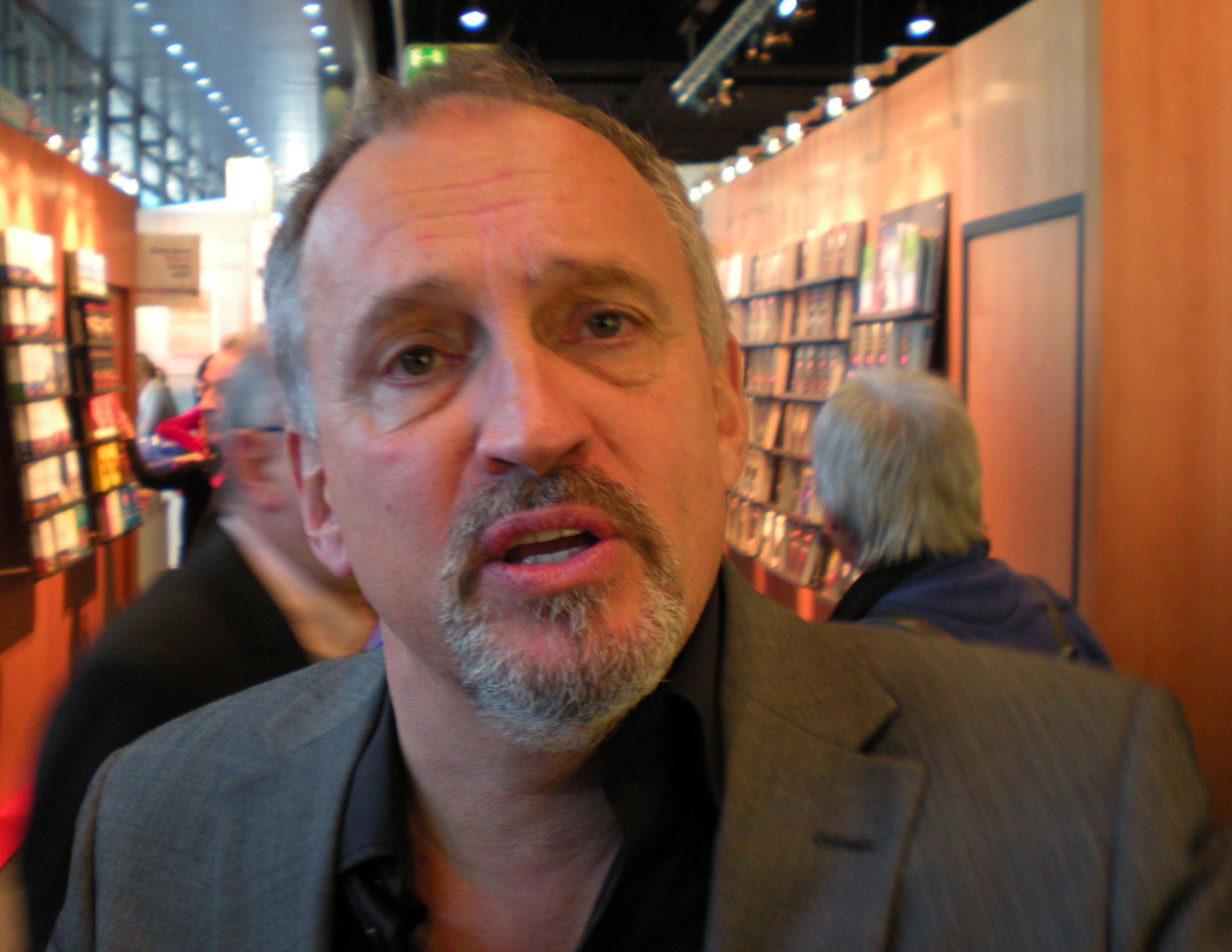
Юсси Адлер-Ольсен

Конец XIX века и первые годы XX века были годами сильного подъёма экономической жизни Дании. Социал-демократия завоёвала твердые позиции. Буржуазная культура вступила в период глубокого кризиса. В литературе все сильнее начинали звучать нотки пессимизма, неуверенности в будущем, падала вера в прогресс. Неоромантизм с его мистицизмом, тягой к потустороннему миру и крайним индивидуализмом пышно расцвёл в Дании. К этому течению примыкают поэт и драматург Хельге Роде (Helge Rode, 1870—1937), автор пьес «Сыновья короля», «Летнее похождение», трагедии из жизни большого города «Morbus Tellermann» (Морбус Теллерман, 1907), драм из библейской истории «Песнь солнца» и «Каин и Авель», и Нильс Мёллер (Niels Möller, 1859—1941), автор сборника стихов «Egelunden» (Эгелунден), и собрания новелл «Handelser» (События, 1890) и «Koglerier» (Фокусы, 1895). Лучшим же представителем неоромантизма является Софус Михаэлис (Sophus Michaëlis, 1865—1932), автор собрания красочных новелл «abelo» (Эбельо, 1885) из жизни средневековой Дании и романа «Giovanna» (Джованна, 1901), истории одной любви во Флоренции. Среди его пьес большой популярностью пользуется «Revolutions Bryllup» (Революционная свадьба, 1906). Ещё более популярным он стал своими романами «Den evige Sovn. 1812» (Вечный сон, 1912) — из эпохи Наполеон и его похода на Москву — и «Hellener og Barbar» (Эллины и варвары, 1914), фантастический роман из периода борьбы греков с персами. Параллельно с развитием неоромантизма продолжает жить натурализм как выразитель ещё теплющегося либерального радикализма. Так, Хенрик Понтоппидан (Henrik Pontoppidan, 1857—, см.) чужд всякого обскурантизма. Он — трезвый реалист. Его большие романы дают яркую картину социального расслоения современного датского общества (трилогия «Muld» (Земля), «Det forjattede Land» (Забытая страна) и «Dommens Dag» (Судный день, 1895).
В своём романе «Мужественная воля», написанном в 1927 году, он даёт резкую и правдивую характеристику Дании периода мировой войны. Реализм эпохи кризиса буржуазии нашёл своё отображение в творчестве Карла Ларсена (Karl Larsen, 1860—1924), давшего яркие типы современного Копенгагена в своем романе «Вне классов», и Густава Вида (Gustav Vied, 1858—1914), автора романа «Злоба жизни». Из поэтов этого периода выделились Вольдемар Рёрдам (Valdemar Rordam, 1872—1946), типичный неоромантик, и Кай Хоффман (Kai Hoffmann, 1874—1949), яркий представитель датского импрессионизма.
Годы перед империалистической войной были годами усиленной националистической пропаганды, поддерживаемой в скандинавских странах германофильскими кругами. Развивалась идеализация крестьянина, а вместе с этим расцвела особая «народническая» литература. Иоханнес Иенсен (1873—1950) описывает в своих рассказах «Himmerlandshistorier» (1898) жизнь и быт своей родной провинции и тем самым кладет основания появлению «ютландского течения», типичным представителем которого является Якоб Кнудсен (Jacob Knudsen, 1858—1917), который в своём социальном романе «Fremskridt» (Прогресс, 1907) противопоставляет старую деревенскую культуру современному обществу; его лучшее произведение — «Ютландцы», собрание рассказов из жизни крестьян Ютландии. Йохан Скьольборг (Johann Skjoldborg, 1861—1936) описывает в своих произведениях жизнь населения на западном берегу Ютландии. Иеппе Окьер (Jeppe Aakjär, 1866—1930) заостряет социальные проблемы, выделяясь среди «ютландского течения» своим крайним радикализмом (романы «Bondens Son» (Сын крестьянина, 1899) и «Дети гнева»). Из пролетарских низов вышел Мартин Андерсен-Нексё (Martin Andersen Nexø, 1869—1954), завоевавший себе крупное имя изображением жизни пасынков капиталистического строя своими полными горячей веры в освобождение человечества путём пролетарской революции романами «Pelle Erobreren» (Пелле завоеватель, 1906—1910), «Сыны человеческие» и автобиографической повестью «Малыш».
Высокая конъюнктура и бешеная спекуляция времени мировой войны, гигантский экономический кризис послевоенного времени, революционные выступления порождают ряд различных течений в датской литературе. На литературу влияние оказывает фрейдизм со своим психоанализом. Развиваются экспрессионизм и бергсоновским интуитивизм, связанный с возрождением католического мистицизма. Среди этой плеяды старых и новых писателей следует отметить Кнуда Хьертё (Knud Hjortø, 1869—1931), который в своём романе «Фауст» старается дать философское истолкование растерянности пред вечными, неразрешенными проблемами бытия. Отто Рунг (Otto Rung, 1874—1945) в романах «Райская птица» и «Когда спала вода» старается в фантастических формах отразить период военной спекуляции и послевоенного краха. Харальд Кидде (Harald Kidde, 1878—1918) в романе «Оге и Эльсе» отдаётся глубокому пессимизму. Широко задуманный им роман «Jarnet» (Железо, 1918) ставит вопросы развития промышленности, в которой Кидде видит лишь проклятие и страдание. Оге фон Коль (Aage Herman von Kohl; 1877—1946) публикует трёхтомный роман «Дворец микробов», в котором описываются переживания русского офицера во флоте Рождественского на пути от Петербурга до Цусимы. Из писательниц этого периода выделились Гюрите Лемке (1866—1945), Карин Микаэлис (Karin Michaelis, 1872—1950) и Тит Йенсенс (1876—1957), которые в своих произведениях продолжают традиции датского реализма, уходя однако главным обр. в область патологическую. Ярким представителем фрейдизма является Рикардт Гандрюп, а бергсоновского интуитивизма — Й. А. Ларсен (Jens Anker Larsen, 1875—1957) — роман «De Vises Sten» (Камень мудрости, 1923).
В 1920-е годы с требованием активного вмешательства в жизнь выступили в стихах Вильям Хейнесен (1900—1991) и Отто Гельстед (1888—1968). В конце 1920—1930-х гг. наблюдался подъём реалистической социально-критической прозы, начало которому положил роман Ханса Кирка (1898—1962) «Рыбаки» (1928).